# بطولة أوروبا للألعاب المائية 1954
بطولة أوروبا للألعاب المائية 1954 هو الموسم الثامن من بطولة أوروبا للألعاب المائية، عقد في الفترة 31 أغسطس–5 سبتمبر من 1954، وجرت المنافسات في مدينة تورينو، إيطاليا، ونظمت من قبل الاتحاد الأوروبي للسباحة.

## النتائج
| م        | الذهبية | الفضية           | البرونزية       |
| -------- | ------- | ---------------- | --------------- |
| الفائزين | المجر   | الاتحاد السوفيتي | ألمانيا الشرقية |